# Saison 2004-2005 du Football Club de Grenoble rugby
Cette page présente la saison 2004-2005 du Football club de Grenoble rugby.
Le club est à nouveau relégué malgré une belle victoire de prestige sur le terrain du stade Marcel-Michelin face à l'AS Montferrand 26 à 17.
De plus, en raison d'ennuis financiers avec un déficit de 3,64 millions d'euros, la Ligue nationale de rugby, sur avis du Conseil supérieur de la Direction nationale d'aide et de contrôle de gestion (DNACG), refuse son engagement en Pro D2.
Le 5 juillet 2005, Grenoble est rétrogradé  en Fédérale 1 pour la saison 2005-2006.
Le 22 juillet, la SASP, chargée du secteur professionnel du club, se déclare en cessation de paiement auprès du président du Tribunal de commerce de Grenoble.

## Résumé des résultats

### Classement de la phase régulière
| Rang | Club                     | J  | V  | N | D  | Bo | Bd | Pm  | Pe  | Diff | Pts |
| ---- | ------------------------ | -- | -- | - | -- | -- | -- | --- | --- | ---- | --- |
| 1    | Stade français Paris (T) | 30 | 21 | 2 | 7  | 9  | 2  | 858 | 613 | +245 | 99  |
| 2    | Biarritz olympique       | 30 | 20 | 0 | 10 | 12 | 4  | 838 | 488 | +350 | 96  |
| 3    | CS Bourgoin-Jallieu      | 30 | 20 | 2 | 8  | 10 | 2  | 855 | 648 | +207 | 96  |
| 4    | Stade toulousain         | 30 | 19 | 0 | 11 | 12 | 6  | 875 | 574 | +301 | 94  |
| 5    | USA Perpignan            | 30 | 18 | 1 | 11 | 9  | 3  | 688 | 583 | +105 | 86  |
| 6    | Castres olympique        | 30 | 17 | 3 | 10 | 7  | 3  | 704 | 678 | +26  | 84  |
| 7    | ASM Clermont             | 30 | 16 | 2 | 12 | 7  | 2  | 745 | 647 | +98  | 77  |
| 8    | SU Agen                  | 30 | 16 | 1 | 13 | 6  | 5  | 674 | 568 | +106 | 77  |
| 9    | CA Brive                 | 30 | 14 | 1 | 15 | 5  | 3  | 668 | 745 | -77  | 66  |
| 10   | RC Narbonne              | 30 | 13 | 2 | 15 | 2  | 5  | 588 | 755 | -167 | 63  |
| 11   | Montpellier HR           | 30 | 12 | 0 | 18 | 8  | 6  | 628 | 765 | -137 | 62  |
| 12   | Aviron bayonnais (P)     | 30 | 12 | 3 | 15 | 4  | 2  | 587 | 763 | -176 | 60  |
| 13   | Section paloise          | 30 | 10 | 2 | 18 | 4  | 7  | 605 | 715 | -110 | 55  |
| 14   | FC Grenoble              | 30 | 7  | 2 | 21 | 5  | 5  | 580 | 842 | -262 | 42  |
| 15   | AS Béziers               | 30 | 6  | 3 | 21 | 3  | 5  | 600 | 876 | -276 | 38  |
| 16   | FC Auch (P)              | 30 | 7  | 0 | 23 | 0  | 9  | 503 | 736 | -233 | 37  |

|  | Qualifiés pour la phase finale et la Coupe d'Europe 2005-2006 (no 1, no 2, no 3, no 4). |
|  | Qualifiés pour la Coupe d'Europe 2005-2006 (no 5, no 6, no 7). |
|  | Barragiste contre le 2e du Championnat de France de rugby Pro D2 2004-2005 (no 13). |
|  | Relégués en Pro D2 pour la saison 2005-2006 (no 14, no 15 et no 16). |
|  | T : Tenant du titre 2004 • P : Promus 2004 V : Victoires • N : Matches Nuls • D : Défaites • BO : Bonus Offensif • BD : Bonus Défensif • PP : Points Pour (marqués) • PC : Points Contre (encaissés) • Diff : Différence de points |

### Phase finale
|  | Demi-finales                                         | Demi-finales                                         |                    |    | Finale                                       | Finale                                       |
|  | Demi-finales                                         | Demi-finales                                         |                    |    | Finale                                       | Finale                                       |
|  |                                                      |                                                      |                    |    |                                              |                                              |
|  | 3 juin 2005 au Stade Jacques-Chaban-Delmas, Bordeaux | 3 juin 2005 au Stade Jacques-Chaban-Delmas, Bordeaux |                    |    | 11 juin 2005 au Stade de France, Saint-Denis | 11 juin 2005 au Stade de France, Saint-Denis |
|  | 3 juin 2005 au Stade Jacques-Chaban-Delmas, Bordeaux | 3 juin 2005 au Stade Jacques-Chaban-Delmas, Bordeaux |                    |    | 11 juin 2005 au Stade de France, Saint-Denis | 11 juin 2005 au Stade de France, Saint-Denis |
|  | [1] Stade français                                   | 23                                                   |                    |    | 11 juin 2005 au Stade de France, Saint-Denis | 11 juin 2005 au Stade de France, Saint-Denis |
|  | [1] Stade français                                   | 23                                                   |                    |    | 11 juin 2005 au Stade de France, Saint-Denis | 11 juin 2005 au Stade de France, Saint-Denis |
|  | [4] Stade toulousain                                 | 18                                                   |                    |    | 11 juin 2005 au Stade de France, Saint-Denis | 11 juin 2005 au Stade de France, Saint-Denis |
|  | [4] Stade toulousain                                 | 18                                                   | [1] Stade français | 34 |                                              |                                              |
|  | 4 juin 2005 au Stadium, Toulouse                     |                                                      | [1] Stade français | 34 |                                              |                                              |
|  |                                                      | [2] Biarritz olympique                               | 37                 |    |                                              |                                              |
|  | [2] Biarritz olympique                               | [2] Biarritz olympique                               | 37                 | 32 |                                              |                                              |
|  | [2] Biarritz olympique                               |                                                      |                    | 32 |                                              |                                              |
|  | [3] CS Bourgoin-Jallieu                              | 27                                                   |                    |    |                                              |                                              |
|  | [3] CS Bourgoin-Jallieu                              | 27                                                   |                    |    |                                              |                                              |

## Résultats détaillés

### Phase régulière

#### Tableau synthétique des résultats
| Clubs                | AGE   | AUC   | BAY   | BEZ   | BIA   | BOU   | BRI   | CAS   | GRE   | ASM   | MPL   | NAR   | PAU   | PER   | STF   | TOU   |
| SU Agen              |       | 34-7  | 34-8  | 37-22 | 22-12 | 18-10 | 31-26 | 16-16 | 34-12 | 19-22 | 24-0  | 27-13 | 45-23 | 9-13  | 6-16  | 55-11 |
| FC Auch              | 33-26 |       | 6-8   | 19-17 | 9-20  | 15-19 | 26-29 | 13-22 | 31-15 | 18-19 | 23-10 | 24-25 | 25-19 | 21-19 | 16-27 | 12-21 |
| Aviron bayonnais     | 8-18  | 26-3  |       | 21-12 | 16-41 | 18-18 | 43-29 | 29-18 | 41-12 | 27-19 | 13-24 | 44-38 | 20-20 | 34-33 | 10-34 | 18-15 |
| AS Béziers           | 6-16  | 32-24 | 35-15 |       | 22-26 | 24-40 | 21-21 | 19-24 | 26-19 | 25-52 | 32-19 | 32-15 | 23-43 | 23-23 | 12-41 | 28-22 |
| Biarritz olympique   | 34-17 | 34-3  | 22-27 | 26-6  |       | 31-9  | 37-16 | 40-13 | 46-7  | 30-16 | 45-3  | 39-14 | 29-9  | 30-13 | 41-3  | 20-18 |
| CS Bourgoin-Jallieu  | 32-24 | 35-14 | 48-7  | 80-27 | 28-20 |       | 47-27 | 19-12 | 45-32 | 27-19 | 32-7  | 57-5  | 24-6  | 33-23 | 41-16 | 22-6  |
| CA Brive             | 8-6   | 21-13 | 17-3  | 28-16 | 18-24 | 55-3  |       | 19-12 | 28-8  | 28-12 | 28-9  | 28-9  | 27-23 | 20-6  | 16-34 | 16-27 |
| Castres olympique    | 18-6  | 25-18 | 32-26 | 16-12 | 19-7  | 31-29 | 37-29 |       | 41-22 | 54-23 | 18-10 | 30-31 | 26-22 | 39-25 | 7-7   | 21-20 |
| FC Grenoble          | 12-18 | 24-19 | 26-16 | 31-8  | 7-39  | 34-17 | 23-28 | 28-28 |       | 17-31 | 37-24 | 16-17 | 31-24 | 16-17 | 8-28  | 13-22 |
| ASM Clermont         | 31-8  | 34-6  | 36-16 | 15-15 | 30-26 | 28-28 | 46-10 | 27-28 | 17-26 |       | 27-12 | 39-16 | 28-9  | 21-6  | 34-19 | 26-22 |
| Montpellier RC       | 46-21 | 23-17 | 13-8  | 28-8  | 18-7  | 17-22 | 31-10 | 36-40 | 35-25 | 27-12 |       | 19-23 | 33-12 | 20-8  | 49-25 | 22-23 |
| RC Narbonne          | 12-15 | 25-21 | 16-20 | 28-21 | 38-14 | 15-16 | 36-23 | 25-12 | 16-16 | 16-15 | 27-20 |       | 18-13 | 15-35 | 21-21 | 27-52 |
| Section paloise      | 35-17 | 15-23 | 26-26 | 33-15 | 10-34 | 18-23 | 16-14 | 29-20 | 31-20 | 13-27 | 28-18 | 29-7  |       | 22-0  | 12-29 | 28-16 |
| USA Perpignan        | 41-26 | 36-17 | 32-0  | 33-24 | 20-18 | 29-23 | 43-28 | 20-10 | 33-13 | 43-10 | 24-17 | 20-0  | 26-20 |       | 20-15 | 18-16 |
| Stade français Paris | 20-25 | 37-21 | 40-12 | 35-27 | 31-21 | 31-23 | 32-18 | 24-15 | 46-27 | 28-19 | 82-12 | 29-24 | 33-17 | 19-8  |       | 40-19 |
| Stade toulousain     | 21-20 | 39-6  | 46-27 | 46-10 | 26-25 | 39-5  | 71-3  | 47-20 | 36-3  | 28-10 | 64-26 | 8-16  | 38-0  | 24-21 | 32-16 |       |

|  | Victoire à domicile |  | Match nul |  | Défaite à domicile |

## Challenge Européen
- Seizièmes de finale :

| Équipes (match aller-retour) | Résultat |
| ---------------------------- | -------- |
| FC Grenoble-Leeds            | 9-9      |
| Leeds-FC Grenoble            | 17-18    |

- Huitièmes de finale :

| Équipes (match aller-retour) | Résultat |
| ---------------------------- | -------- |
| FC Grenoble-AS Béziers       | 38-26    |
| AS Béziers-FC Grenoble       | 12-27    |

- Quarts de finale :

| Équipes (match aller-retour) | Résultat |
| ---------------------------- | -------- |
| FC Grenoble-Connacht         | 21-26    |
| Connacht-FC Grenoble         | 19-3     |

## Entraîneurs
L'équipe professionnelle est encadrée par
| Nom               | Poste    | Nationalité |
| ----------------- | -------- | ----------- |
| Dean Richards     | Général  | Angleterre  |
| Pierre Trémouille | Arrières | France      |
| Sylvain Bégon     | Avants   | France      |

## Effectif de la saison 2004-2005
| Nom                         | Poste                  | Naissance         | Nationalité      |
| --------------------------- | ---------------------- | ----------------- | ---------------- |
| Romain David                | Pilier                 | 21 avril 1982     | France           |
| Ramiro Martinez             | Pilier                 | 23 octobre 1970   | Italie           |
| Sébastien Petit             | Pilier                 | 17 juillet 1978   | France           |
| Sebastian Rondinelli        | Pilier                 | 28 août 1975      | Argentine        |
| Bruce Starr                 | Pilier                 | 5 janvier 1973    | Australie        |
| Anthony Vigna               | Pilier                 | 7 juillet 1976    | France           |
| Levan Ghvaberidze           | Talonneur              | 1er janvier 1982  | Géorgie          |
| Grant Hill                  | Talonneur              | 13 septembre 1976 | Nouvelle-Zélande |
| Emmanuel Maignien           | Talonneur              | 5 janvier 1982    | France           |
| Jean-François Martin-Culet  | Talonneur              | 19 janvier 1972   | France           |
| John Blaikie (en)           | Deuxième ligne         | 28 décembre 1973  | Nouvelle-Zélande |
| Jamie Cudmore               | Deuxième ligne         | 6 septembre 1978  | Canada           |
| Alifeleti Fakaongo          | Deuxième ligne         | 16 août 1970      | Tonga            |
| Karim Ghezal                | Deuxième ligne         | 26 avril 1981     | France           |
| Vincent Quivet              | Deuxième ligne         | 13 août 1983      | France           |
| Sébastien Pettigiani        | Deuxième ligne         | 16 juin 1981      | France           |
| Alexandre Chazalet          | Troisième ligne aile   | 13 mars 1974      | France           |
| Florin Corodeanu            | Troisième ligne aile   | 26 mars 1977      | Roumanie         |
| Pierre Laurent              | Troisième ligne aile   | 25 mai 1978       | France           |
| Gwendal Ollivier            | Troisième ligne aile   | 27 décembre 1977  | France           |
| Julien Puricelli            | Troisième ligne aile   | 1er août 1981     | France           |
| Daniel Browne               | Troisième ligne centre | 16 avril 1979     | Nouvelle-Zélande |
| Florian Faure               | Troisième ligne centre | 26 mars 1983      | France           |
| Johann Authier              | Demi de mêlée          | 16 décembre 1981  | France           |
| Sam Cordingley              | Demi de mêlée          | 20 mars 1976      | Australie        |
| Antoine Nicoud              | Demi de mêlée          | 30 avril 1979     | France           |
| Pierre Rochette             | Demi de mêlée          | 18 octobre 1982   | France           |
| David Aucagne               | Demi d'ouverture       | 14 février 1973   | France           |
| Maxime Suarez               | Demi d'ouverture       | 14 mars 1976      | France           |
| Suka Hufanga                | Centre                 | 18 juin 1982      | Tonga            |
| Denis Lison                 | Centre                 | 25 février 1983   | France           |
| Rickus Lubbe                | Centre                 | 19 mai 1976       | Afrique du Sud   |
| Yannick Lucas               | Centre                 | 30 janvier 1984   | France           |
| Eremodo Tuni                | Centre                 | 25 août 1972      | Modèle:FID       |
| Jean-Victor Bertrand        | Ailier                 | 12 mars 1972      | France           |
| Pierre-Alain Nègre-Gauthier | Ailier                 | 11 juillet 1981   | France           |
| Nicolas Pardo               | Ailier                 | 6 juillet 1985    | France           |
| Jason Tiatia                | Ailier                 | 27 juin 1979      | Nouvelle-Zélande |
| Kevin Zhakata               | Ailier                 | 5 décembre 1981   | France           |
| Nicolas Carmona             | Arrière                | 1er mars 1980     | France           |
| Jordan Garnier              | Arrière                | 1er mai 1982      | France           |
| Léon Van Den Heever         | Arrière                | 10 janvier 1976   | Afrique du Sud   |

### Équipe-Type
1. Anthony Vigna ou Sébastien Petit  2. Grant Hill 3. Ramiro Martinez

4. Jamie Cudmore 5. Alifeleti Fakaongo 

6. Alexandre Chazalet  puis Julien Puricelli 8. Daniel Browne ou Florian Faure 7. Pierre Laurent 

9. Sam Cordingley 10. David Aucagne 

11. Jean-Victor Bertrand ou Kevin Zhakata puis Nicolas Carmona 12. Suka Hufanga 13. Rickus Lubbe 14. Jason Tiatia 

15. Nicolas Carmona puis Léon Ven Den Heever 